# World Cup 2010 (Tischtennis)
| 2009 ← World Cup → 2011 | 2009 ← World Cup → 2011       | 2009 ← World Cup → 2011      |
| ----------------------- | ----------------------------- | ---------------------------- |
|                         | Männer                        | Frauen                       |
| Datum                   | 29.–31.10.                    | 24.–26.09.                   |
| Ort                     | Magdeburg                     | Kuala Lumpur                 |
| Auflage                 | 31                            | 14                           |
| Sieger                  | Wang Hao Zhang Jike Timo Boll | Guo Yan Jiang Huajun Guo Yue |

Der Tischtennis-World Cup 2010 fand für die Männer in seiner 31. Austragung vom 29. bis 31. Oktober im deutschen Magdeburg und für die Frauen in seiner 14. Austragung vom 24. bis 26. September im malayischen Kuala Lumpur statt. Gold ging an Wang Hao und Guo Yan aus China.

## Modus
An jedem Wettbewerb nahmen 19 Sportler teil. Die 15 in der Weltrangliste bestplatzierten Teilnehmer nahmen, aufgeteilt auf vier Gruppen mit je vier Sportlern, an der World-Cup-Gruppenphase teil. Die übrigen vier Teilnehmer, die Vertreter Nordamerikas, Lateinamerikas, Afrikas und Ozeaniens, spielten in der Intercontinental-Cup-Gruppe den verbliebenen sechzehnten Gruppenplatz aus. Die Gruppenersten und -zweiten rückten in die im K.O.-Modus ausgetragene Hauptrunde vor. Die Halbfinal-Verlierer trugen ein Spiel um Platz 3 aus.

## Teilnehmer
Die erste Spalte gibt die Abschlussplatzierung an, die Spalten „WRL-Pos.“ die für die Setzung relevante Weltranglistenposition (gelb markiert die direkt für die Gruppenphase gesetzten 15 Spieler und 15 Spielerinnen).
| Pos. | Männer               | WRL-Pos. | TN | Frauen          | WRL-Pos. | TN |
| ---- | -------------------- | -------- | -- | --------------- | -------- | -- |
| 1    | Wang Hao             | 5        | 7  | Guo Yan         | 3        | 3  |
| 2    | Zhang Jike           | 3        | 1  | Jiang Huajun    | 9        | 4  |
| 3    | Timo Boll            | 2        | 9  | Guo Yue         | 7        | 5  |
| 4    | Jun Mizutani         | 10       | 2  | Tie Yana        | 19       | 9  |
| 5    | Chuang Chih-Yuan     | 16       | 9  | Ai Fukuhara     | 10       | 5  |
| 5    | Oh Sang-eun          | 14       | 5  | Kim Kyung-ah    | 4        | 7  |
| 5    | Dimitrij Ovtcharov   | 12       | 3  | Park Mi-young   | 13       | 2  |
| 5    | Vladimir Samsonov    | 8        | 12 | Wang Yuegu      | 6        | 4  |
| 9    | Gao Ning             | 17       | 3  | Feng Tianwei    | 2        | 3  |
| 9    | Joo Se-hyuk          | 9        | 6  | Huang Yi-Hua    | 20       | 1  |
| 9    | Werner Schlager      | 20       | 11 | Krisztina Tóth  | 21       | 6  |
| 9    | Tang Peng            | 19       | 1  | Wu Jiaduo       | 11       | 1  |
| 13   | Kalinikos Kreanga    | 26       | 12 | Beh Lee Wei     | 127      | 2  |
| 13   | Li Ching             | 23       | 1  | Sayaka Hirano   | 14       | 2  |
| 13   | Liu Song             | 81       | 5  | Natalia Partyka | 101      | 1  |
| 13   | Alexei Smirnow       | 31       | 3  | Yang Fen        | 151      | 3  |
| 17   | Peter-Paul Pradeeban | 253      | 4  | Yadira Silva    | 272      | 1  |
| 18   | Suraju Saka          | 276      | 1  | Zhang Mo        | 113      | 2  |
| 19   | Davis Kyle           | 434      | 1  | Li Karen        | 177      | 2  |

## Männer

### ICC-Gruppe
|                      | Ergebnis |                      |
| -------------------- | -------- | -------------------- |
| Liu Song             | 4:1      | Davis Kyle           |
| Peter-Paul Pradeeban | 4:3      | Suraju Saka          |
| Liu Song             | 4:2      | Suraju Saka          |
| Peter-Paul Pradeeban | 4:0      | Davis Kyle           |
| Liu Song             | 4:1      | Peter-Paul Pradeeban |
| Suraju Saka          | 4:3      | Davis Kyle           |

| Platz | Spieler              | Spiele | Sätze | Punkte |
| ----- | -------------------- | ------ | ----- | ------ |
| 1     | Liu Song             | 3      | 12:4  | 6      |
| 2     | Peter-Paul Pradeeban | 3      | 9:7   | 5      |
| 3     | Suraju Saka          | 3      | 9:11  | 4      |
| 4     | Davis Kyle           | 3      | 4:12  | 3      |

### Gruppenphase

#### Gruppe 1
|              | Ergebnis |              |
| ------------ | -------- | ------------ |
| Timo Boll    | 4:0      | Gao Ning     |
| Jun Mizutani | 4:1      | Liu Song     |
| Timo Boll    | 4:1      | Jun Mizutani |
| Gao Ning     | 4:0      | Liu Song     |
| Timo Boll    | 4:0      | Liu Song     |
| Jun Mizutani | 4:0      | Gao Ning     |

| Platz | Spieler      | Spiele | Sätze | Punkte |
| ----- | ------------ | ------ | ----- | ------ |
| 1     | Timo Boll    | 3      | 12:1  | 6      |
| 2     | Jun Mizutani | 3      | 9:5   | 5      |
| 3     | Gao Ning     | 3      | 4:8   | 4      |
| 4     | Liu Song     | 3      | 1:12  | 3      |

#### Gruppe 2
|                  | Ergebnis |                  |
| ---------------- | -------- | ---------------- |
| Zhang Jike       | 2:4      | Chuang Chih-Yuan |
| Joo Se-hyuk      | 4:1      | Li Ching         |
| Zhang Jike       | 4:0      | Joo Se-hyuk      |
| Chuang Chih-Yuan | 4:0      | Li Ching         |
| Zhang Jike       | 4:0      | Li Ching         |
| Joo Se-hyuk      | 4:1      | Chuang Chih-Yuan |

| Platz | Spieler          | Spiele | Sätze | Punkte |
| ----- | ---------------- | ------ | ----- | ------ |
| 1     | Zhang Jike       | 3      | 10:4  | 5      |
| 2     | Chuang Chih-Yuan | 3      | 9:6   | 5      |
| 3     | Joo Se-hyuk      | 3      | 8:6   | 5      |
| 4     | Li Ching         | 3      | 1:12  | 3      |

#### Gruppe 3
|                    | Ergebnis |                   |
| ------------------ | -------- | ----------------- |
| Dimitrij Ovtcharov | 4:3      | Kalinikos Kreanga |
| Wang Hao           | 4:0      | Tang Peng         |
| Dimitrij Ovtcharov | 1:4      | Wang Hao          |
| Tang Peng          | 4:1      | Kalinikos Kreanga |
| Dimitrij Ovtcharov | 4:1      | Tang Peng         |
| Wang Hao           | 4:1      | Kalinikos Kreanga |

| Platz | Spieler            | Spiele | Sätze | Punkte |
| ----- | ------------------ | ------ | ----- | ------ |
| 1     | Wang Hao           | 3      | 12:2  | 6      |
| 2     | Dimitrij Ovtcharov | 3      | 9:8   | 5      |
| 3     | Tang Peng          | 3      | 5:9   | 4      |
| 4     | Kalinikos Kreanga  | 3      | 5:12  | 3      |

#### Gruppe 4
|                    | Ergebnis |                 |
| ------------------ | -------- | --------------- |
| Uladsimir Samsonau | 4:2      | Werner Schlager |
| Oh Sang-eun        | 4:0      | Alexei Smirnow  |
| Uladsimir Samsonau | 4:2      | Oh Sang-eun     |
| Werner Schlager    | 4:3      | Alexei Smirnow  |
| Uladsimir Samsonau | 1:4      | Alexei Smirnow  |
| Oh Sang-eun        | 4:3      | Werner Schlager |

| Platz | Spieler            | Spiele | Sätze | Punkte |
| ----- | ------------------ | ------ | ----- | ------ |
| 1     | Uladsimir Samsonau | 3      | 9:8   | 5      |
| 2     | Oh Sang-eun        | 3      | 10:7  | 5      |
| 3     | Werner Schlager    | 3      | 9:11  | 4      |
| 4     | Alexei Smirnow     | 3      | 7:8   | 4      |

### Hauptrunde
|  | Viertelfinale      | Viertelfinale |              |              | Halbfinale       | Halbfinale |  |  | Finale | Finale |
|  |                    |               |              |              |                  |            |  |  |        |        |
|  |                    |               |              |              |                  |            |  |  |        |        |
|  | Timo Boll          | 4             |              |              |                  |            |  |  |        |        |
|  | Timo Boll          | 4             |              |              |                  |            |  |  |        |        |
|  | Chuang Chih-Yuan   | 3             |              |              |                  |            |  |  |        |        |
|  | Chuang Chih-Yuan   | 3             | Timo Boll    | 1            |                  |            |  |  |        |        |
|  |                    |               | Timo Boll    | 1            |                  |            |  |  |        |        |
|  |                    | Wang Hao      | 4            |              |                  |            |  |  |        |        |
|  | Wang Hao           | Wang Hao      | 4            | 4            |                  |            |  |  |        |        |
|  | Wang Hao           |               |              | 4            |                  |            |  |  |        |        |
|  | Oh Sang-eun        | 0             |              |              |                  |            |  |  |        |        |
|  |                    |               | Wang Hao     | 4            |                  |            |  |  |        |        |
|  |                    |               |              | Zhang Jike   | 1                |            |  |  |        |        |
|  | Uladsimir Samsonau | 3             |              |              |                  |            |  |  |        |        |
|  | Jun Mizutani       | 4             |              |              |                  |            |  |  |        |        |
|  | Jun Mizutani       | 4             | Jun Mizutani | 3            |                  |            |  |  |        |        |
|  |                    |               | Jun Mizutani | 3            | Spiel um Platz 3 |            |  |  |        |        |
|  |                    | Zhang Jike    | 4            |              |                  |            |  |  |        |        |
|  | Dimitrij Ovtcharov | Zhang Jike    | 4            | 2            | Timo Boll        | 4          |  |  |        |        |
|  | Dimitrij Ovtcharov |               |              | 2            | Timo Boll        | 4          |  |  |        |        |
|  | Zhang Jike         | 4             |              | Jun Mizutani | 3                |            |  |  |        |        |
|  | Zhang Jike         | 4             |              |              | 3                |            |  |  |        |        |
|  |                    |               |              |              |                  |            |  |  |        |        |

## Frauen

### ICC-Gruppe
|          | Ergebnis |              |
| -------- | -------- | ------------ |
| Zhang Mo | 1:4      | Yadira Silva |
| Yang Fen | 0:4      | Li Karen     |
| Zhang Mo | 4:3      | Li Karen     |
| Yang Fen | 4:0      | Yadira Silva |
| Zhang Mo | 1:4      | Yang Fen     |
| Li Karen | 1:4      | Yadira Silva |

| Platz | Spieler      | Spiele | Sätze | Punkte |
| ----- | ------------ | ------ | ----- | ------ |
| 1     | Yang Fen     | 3      | 8:5   | 5      |
| 2     | Yadira Silva | 3      | 8:6   | 5      |
| 3     | Zhang Mo     | 3      | 6:11  | 4      |
| 4     | Li Karen     | 3      | 8:8   | 4      |

### Gruppenphase

#### Gruppe 1
|              | Ergebnis |                 |
| ------------ | -------- | --------------- |
| Feng Tianwei | 2:4      | Tie Yana        |
| Guo Yue      | 4:0      | Natalia Partyka |
| Feng Tianwei | 3:4      | Guo Yue         |
| Tie Yana     | 4:2      | Natalia Partyka |
| Feng Tianwei | 4:0      | Natalia Partyka |
| Guo Yue      | 4:1      | Tie Yana        |

| Platz | Spieler         | Spiele | Sätze | Punkte |
| ----- | --------------- | ------ | ----- | ------ |
| 1     | Guo Yue         | 3      | 12:4  | 6      |
| 2     | Tie Yana        | 3      | 9:8   | 5      |
| 3     | Feng Tianwei    | 3      | 9:8   | 4      |
| 4     | Natalia Partyka | 3      | 2:12  | 3      |

#### Gruppe 2
|               | Ergebnis |               |
| ------------- | -------- | ------------- |
| Guo Yan       | 4:0      | Sayaka Hirano |
| Park Mi-young | 4:0      | Huang Yi-Hua  |
| Guo Yan       | 4:0      | Park Mi-young |
| Sayaka Hirano | -:4      | Huang Yi-Hua  |
| Guo Yan       | 4:0      | Huang Yi-Hua  |
| Park Mi-young | 4:-      | Sayaka Hirano |

| Platz | Spieler       | Spiele | Sätze | Punkte |
| ----- | ------------- | ------ | ----- | ------ |
| 1     | Guo Yan       | 3      | 12:0  | 6      |
| 2     | Park Mi-young | 3      | 8:4   | 5      |
| 3     | Huang Yi-Hua  | 3      | 4:8   | 4      |
| 4     | Sayaka Hirano | 1      | 0:12  | 1      |

Nach dem Spiel gegen Guo Yan zog sich Sayaka Hirano verletzungsbedingt aus dem Turnier zurück.

#### Gruppe 3
|                | Ergebnis |                |
| -------------- | -------- | -------------- |
| Kim Kyung-ah   | 4:1      | Krisztina Tóth |
| Ai Fukuhara    | 4:3      | Beh Lee Wei    |
| Kim Kyung-ah   | 4:2      | Ai Fukuhara    |
| Krisztina Tóth | 4:0      | Beh Lee Wei    |
| Kim Kyung-ah   | 4:0      | Beh Lee Wei    |
| Ai Fukuhara    | 4:0      | Krisztina Tóth |

| Platz | Spieler        | Spiele | Sätze | Punkte |
| ----- | -------------- | ------ | ----- | ------ |
| 1     | Kim Kyung-ah   | 3      | 12:3  | 6      |
| 2     | Ai Fukuhara    | 3      | 9:7   | 5      |
| 3     | Krisztina Tóth | 3      | 5:8   | 4      |
| 4     | Beh Lee Wei    | 3      | 3:12  | 3      |

#### Gruppe 4
|              | Ergebnis |              |
| ------------ | -------- | ------------ |
| Wang Yuegu   | 4:2      | Wu Jiaduo    |
| Jiang Huajun | 4:0      | Yang Fen     |
| Wang Yuegu   | 4:2      | Jiang Huajun |
| Wu Jiaduo    | 4:2      | Yang Fen     |
| Wang Yuegu   | 4:2      | Yang Fen     |
| Jiang Huajun | 4:1      | Wu Jiaduo    |

| Platz | Spieler      | Spiele | Sätze | Punkte |
| ----- | ------------ | ------ | ----- | ------ |
| 1     | Wang Yuegu   | 3      | 12:6  | 6      |
| 2     | Jiang Huajun | 3      | 10:5  | 5      |
| 3     | Wu Jiaduo    | 3      | 7:10  | 4      |
| 4     | Yang Fen     | 3      | 4:12  | 3      |

### Hauptrunde
|  | Viertelfinale | Viertelfinale |              |          | Halbfinale       | Halbfinale |  |  | Finale | Finale |
|  |               |               |              |          |                  |            |  |  |        |        |
|  |               |               |              |          |                  |            |  |  |        |        |
|  | Guo Yue       | 4             |              |          |                  |            |  |  |        |        |
|  | Guo Yue       | 4             |              |          |                  |            |  |  |        |        |
|  | Park Mi-young | 0             |              |          |                  |            |  |  |        |        |
|  | Park Mi-young | 0             | Guo Yue      | 0        |                  |            |  |  |        |        |
|  |               |               | Guo Yue      | 0        |                  |            |  |  |        |        |
|  |               | Jiang Huajun  | 4            |          |                  |            |  |  |        |        |
|  | Jiang Huajun  | Jiang Huajun  | 4            | 4        |                  |            |  |  |        |        |
|  | Jiang Huajun  |               |              | 4        |                  |            |  |  |        |        |
|  | Kim Kyung-ah  | 0             |              |          |                  |            |  |  |        |        |
|  |               |               | Jiang Huajun | 1        |                  |            |  |  |        |        |
|  |               |               |              | Guo Yan  | 4                |            |  |  |        |        |
|  | Wang Yuegu    | 1             |              |          |                  |            |  |  |        |        |
|  | Tie Yana      | 4             |              |          |                  |            |  |  |        |        |
|  | Tie Yana      | 4             | Tie Yana     | 3        |                  |            |  |  |        |        |
|  |               |               | Tie Yana     | 3        | Spiel um Platz 3 |            |  |  |        |        |
|  |               | Guo Yan       | 4            |          |                  |            |  |  |        |        |
|  | Ai Fukuhara   | Guo Yan       | 4            | 1        | Guo Yue          | 4          |  |  |        |        |
|  | Ai Fukuhara   |               |              | 1        | Guo Yue          | 4          |  |  |        |        |
|  | Guo Yan       | 4             |              | Tie Yana | 1                |            |  |  |        |        |
|  | Guo Yan       | 4             |              |          | 1                |            |  |  |        |        |
|  |               |               |              |          |                  |            |  |  |        |        |

## Sonstiges
Mit 9 World-Cup-Teilnahmen stellte Tie Yana bei den Frauen einen neuen Rekord auf.